# Maturín (khu tự quản)
Maturín là một khu tự quản thuộc bang Monagas, Venezuela. Thủ phủ của khu tự quản Maturín đóng tại Maturín. Khự tự quản Maturín có diện tích 14427 km2, dân số theo điều tra dân số ngày 21 tháng 10 năm 2001 là 404649 người.